# فلیشیا ایز
فلیشیا ایز (انگلیسی: Felicia Eze; ۲۷ سپتامبر ۱۹۷۴ – ۳۱ ژانویهٔ ۲۰۱۲) بازیکن فوتبال اهل نیجریه بود.